# هالینا زالفسکا
هالینا زالفسکا (لهستانی: Halina Zalewska؛ ۱۹۴۰ – ۱۹ اوت ۱۹۷۶) یک هنرپیشه لهستانی‌تبار اهل ایتالیا و سوئیس بود.
از فیلم‌هایی که وی در آن نقش داشته‌است، می‌توان به زمان سخت شاهزادگان، این دنیای دیوانهٔ دیوانهٔ ترانه، پیروزی ده گلادیاتور و یوزپلنگ اشاره کرد.